# EgoFM
EgoFM est une radio privée régionale de Bavière.

## Historique
Le centre des nouveaux médias bavarois (Bayerische Landeszentrale für neue Medien) décide, le 8 mai 2008, d'attribuer cinq fréquences FM (Munich, Nuremberg, Augsbourg, Wurtzbourg et Ratisbonne) ainsi que la fréquence satellitaire appartenant à Radio Melodie au projet Radioblut. Ce projet de radio pour jeunes adultes a été choisi parmi 25 candidats et lancé, à l'origine, pour une période de quatre ans.
Au cours de l'été, le projet prend le nom de Next Generation Radio. La diffusion devait commencer fin octobre 2008 pendant les journées des médias de Munich (Medientage München). Le 21 novembre, egoFM lance son programme officiel déjà présent sur Internet. La première chanson diffusée fut What's My Age Again de Blink-182.

## Programmation
EgoFM a pour but de rapprocher les jeunes du média radio grâce à une participation active des auditeurs via les réseaux sociaux et à travers sa programmation éclectique et découvreuse de talents. Les styles musicaux représentés dans sa programmation sont, entre-autres, de la pop, de la musique électronique, du rock alternatif et indépendant, de la britpop, des styles de black music comme le R'n'B, du hip-hop, du rap, du reggae ainsi que de la soul.

## Diffusion

### FM
Les programmes sont diffusés en modulation de fréquence sur les bandes FM des lands de Bavière et de Bade-Wurtemberg, et notamment à  
Augsbourg, Erlangen, Fürth, Munich, Nuremberg, Ratisbonne, Wurtzbourg et Stuttgart.

### DAB
Les programmes sont diffusés, selon le principe de la radio numérique terrestre, vers les lands de Bavière, de Bade-Wurtemberg, d'une partie de la Hesse et de l'Alsace.